# Carne de porco à alentejana

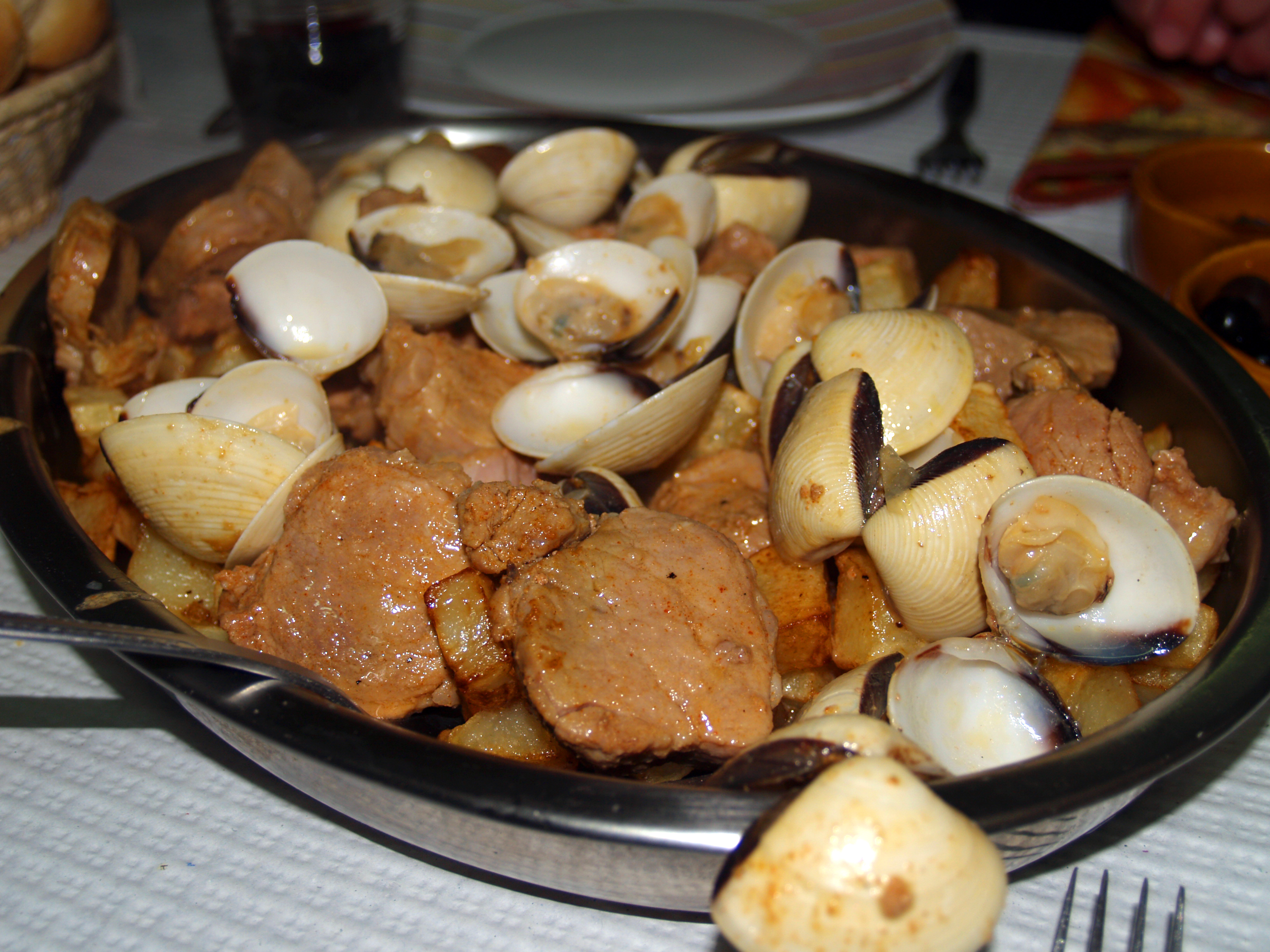
Carne de porco à alentejana

Carne de porco à alentejana ou carne de porco com amêijoas é um prato típico da culinária de Portugal, mais concretamente da região do Algarve. O primeiro nome é o mais comum por todo o Portugal, constituindo o segundo a designação usada no próprio Alentejo. 
É preparado com amêijoas, carne de porco, colorau, louro, vinho e alho, entre outros temperos possíveis. A carne é frita e servida misturada com as amêijoas já cozidas. O prato final pode ainda ser polvilhado com coentros, acompanhado por batatas fritas cortadas em cubos e por limão.
Constitui um dos pratos mais famosos da gastronomia portuguesa, sendo possível encontrá-lo em restaurantes por todo o país.
O prato tem origem na costa algarvia, onde um grupo de amigos do Estoril e Setúbal, com cerca de 18-19 anos, em cerca de 1929, no fim de um dia de praia em que apanharam conquilhas, voltaram a casa com fome e decidiram usar os ingredientes que tinham disponíveis. 
Prepararam então carne de porco frita no azeite e adicionaram as conquilhas. Fritaram batatas em cubos e adicionaram o preparado ao topo, e alguns pickles que havia na casa.
Mais tarde no dia, um dos pais dos adolescentes tinha um restaurante chamado "A Alentejana", e provando a iguaria, decidiu cunhar o prato hoje em dia conhecido.